# Sakura Trick
Sakura Trick (桜Trick, Sakura torikku) est une série japonaise de manga yuri écrite et illustrée par Tachi. La prépublication de la série débute en mars 2011 dans le magazine Manga Time Kirara Miracle!.
Une adaptation en anime par le studio Deen fut diffusée au Japon entre janvier et mars 2014.

## Synopsis
Haruka Takayama et Yū Sonoda sont inséparables depuis le collège, mais une fois arrivées dans leur nouvelle classe au lycée, elles se retrouvent placées trop loin l'une de l'autre.
Haruka, devenant jalouse quand elle voit Yū bien s'entendre avec les autres camarades, décide de partager quelque chose avec Yū qui rendra leur relation un peu plus « spéciale ».

## Personnages
Haruka Takayama (高山 春香, Takayama Haruka)
Voix japonaise : Haruka Tomatsu
Yū Sonoda (園田 優, Sonoda Yū)
Voix japonaise : Yuka Iguchi
Shizuku Minami (南 しずく, Minami Shizuku)
Voix japonaise : Hiromi Igarashi
Kotone Noda (野田 コトネ, Noda Kotone)
Voix japonaise : Yūka Aisaka (en)
Kaede Ikeno (池野 楓, Ikeno Kaede)
Voix japonaise : Mai Fuchigami
Yuzu Iizuka (飯塚 ゆず, Iizuka Yuzu)
Voix japonaise : Megumi Toda (en)
Mitsuki Sonoda (園田 美月, Sonoda Mitsuki)
Voix japonaise : Saki Fujita
Rina Sakai (坂井 理奈, Sakai Rina)
Voix japonaise : Yurika Endō (en)
Sumi Otokawa (乙川 澄, Otokawa Sumi)
Voix japonaise : Momo Asakura
Shinobu Noda (野田 シノブ, Noda Shinobu)
Voix japonaise : Asuka Nishi (en)

## Manga
Le manga écrit et illustré par Tachi, débuta sa prépublication dans le premier numéro du magazine des éditions Houbunsha, Manga Time Kirara Miracle. Le premier volume tankōbon est sorti le 27 août 2012, quatre volumes sont sortis depuis le 27 février 2014.

### Liste des volumes
| no | Japonais          | Japonais          |
| no | Date de sortie    | ISBN              |
| -- | ----------------- | ----------------- |
| 1  | 27 août 2012      | 978-4-8322-4187-9 |
| 2  | 27 février 2013   | 978-4-8322-4268-5 |
| 3  | 26 octobre 2013   | 978-4-8322-4360-6 |
| 4  | 27 février 2014   | 978-4-8322-4410-8 |
| 5  | 25 décembre 2014  | 978-4-8322-4507-5 |
| 6  | 27 octobre 2015   | 978-4-8322-4627-0 |
| 7  | 27 octobre 2016   | 978-4-8322-4756-7 |
| 8  | 27 septembre 2017 | 978-4-8322-4873-1 |

## Anime
Une adaptation en anime fut annoncée dans le numéro d'avril du magazine Manga Time Kirara Miracle!. L'anime produit par le studio Deen est réalisé par Ken'ichi Ishikura et le character design par Kyūta Sakai. Il a été diffusé au Japon sur la chaîne TBS entre le 9 janvier et le 27 mars 2014 et en simulcast en Amérique du Nord sur Crunchyroll.

### Liste des épisodes
| No | Titre français                                                                                        | Titre japonais                                        | Titre japonais                                                | Date de 1re diffusion |
| No | Titre français                                                                                        | Kanji                                                 | Rōmaji                                                        | Date de 1re diffusion |
| -- | --- | ----------------------------------------------------- | ------------------------------------------------------------- | --------------------- |
| 1  | Début Couleur Sakura / Yakisoba, Balcon, et Filles                                                    | 桜色のはじまり / やきそばとベランダと女の子           | Sakura-iro no Hajimari / Yakisoba to Veranda to Onna no Ko    | 10 janvier 2014       |
| 2  | L'autre Couleur Sakura / Après l'école avec Hari-chan                                                 | もうひとつの桜色 / 放課後はハリーちゃんと             | Mou Hitotsu no Sakura-iro / Houkago wa Harry-chan to          | 17 janvier 2014       |
| 3  | La Présidente est une Onee-chan / Une Promesse Faite en Nettoyant la Piscine                          | 会長はお姉ちゃん / プール清掃てお約束                 | Kaichou wa Onee-chan / Pool Seisoute Oyakusoku                | 24 janvier 2014       |
| 4  | Une Intrigue Amère? / Pourrait-ce être un Test de Courage?                                            | すっぱい大作戦? / もしかして肝試し!?                  | Suppai Daisakusen? / Moshikashite Kimodameshi!?               | 31 janvier 2014       |
| 5  | Prenons le The Avec Onee-chan! / La Sorcière, la Pomme, et Onee-chan!                                 | お姉ちゃんとお茶しよう / 魔女とリンゴとお姉ちゃんと   | Onee-chan to Ocha shiyou / Majo to Ringo to Onee-chan to      | 7 février 2014        |
| 6  | Festival Culturelle : L'Heure de la Soirée Pyjama! / Festival Culturelle : C'est Aujourd'hui le Jour! | 文化祭だよ☆お泊まりです / 文化祭だよ☆本番です！       | Bunkasai da yo ☆ Otomari desu / Bunkasai da yo ☆ Honban desu! | 14 février 2014       |
| 7  | Fan-service Maillots de Bain : Accident Compris! / Shopping avec Yuu-Chan                             | 水着でサービス☆ポロリもあるよ / 優ちゃんとお買い物    | Mizugi de Service ☆ Porori Mo Aru yo / Yuu-chan to Okaimono   | 21 février 2014       |
| 8  | Mariage Couleur Sakura / Noël Couleur Sakura                                                          | 桜色のウエディング / 桜色なクリスマス                 | Sakura-iro no Wedding / Sakura-iro na Christmas               | 28 février 2014       |
| 9  | Fin d’Année, Début de S.B.J.K. / Un Plan Amer? Deuxième Prise                                         | 年末デビューのＳ・Ｂ・Ｊ・Ｋ / 続・すっぱい大作戦！？ | Nenmatsu Debut no S.B.J.K / Zoku: Suppai Daisakusen!?         | 7 mars 2014           |
| 10 | Jour de Neige, Souvenirs, et Impact / Combines Habituelles dans l'Entrepot de Gymnastique             | 雪の日と思い出と衝撃 / 体育倉庫でお約束               | Yuki no Hi to Omoide to Shougeki / Taiiku Souko de Oyakusoku  | 14 mars 2014          |
| 11 | La Présidente est SumiSumi! / Vérité Couleur Sakura                                                   | 会長はスミスミなのじゃ！ / 桜色の真実                 | Kaichou wa SumiSumi na no ja! / Sakura-iro no Shinjitsu       | 21 mars 2014          |
| 12 | Le Pudding et la Décision de Mitsuki / Sakura Trick                                                   | プリンと美月の決意 / 桜Trick                          | Pudding to Mitsuki no Ketsui / Sakura Trick                   | 28 mars 2014          |

### Musique
La bande son de l'anime est composée par Ryosuke Nakanishi.
| Générique | Épisodes | Début                 | Début                                                                     | Fin              | Fin                          |
| Générique | Épisodes | Titre                 | Artiste                                                                   | Titre            | Artiste                      |
| --------- | -------- | --------------------- | ------------------------------------------------------------------------- | ---------------- | ---------------------------- |
| 1         | 1 – 12   | Won（*3*）Chu KissMe! | Haruka Tomatsu, Yuka Iguchi, Yuka Aisaka, Hiromi Igarashi & Mai Fuchigami | Kiss (and) Love. | Haruka Tomatsu & Yuka Iguchi |